# Saul Malatrasi
Saul Malatrasi (ur. 17 lutego 1938 w Calto) – włoski piłkarz, grający na pozycji obrońcy, trener piłkarski.

## Kariera piłkarska

### Kariera klubowa
Wychowanek klubów Calto, SPAL i Castelmassa. W 1958 rozpoczął karierę piłkarską w drużynie SPAL. W 1951 przeszedł do Udinese. Następnie występował w klubach Fiorentina, Roma, Inter, Lecco i Milan. W 1970 wrócił do SPAL-u, w którym zakończył karierę piłkarza w roku 1972.

### Kariera reprezentacyjna
13 marca 1965 roku debiutował w narodowej reprezentacji Włoch w meczu przeciwko NRD (1:1). Łącznie zagrał w 3 meczach międzynarodowych. Wcześniej grał w młodzieżówce i włoskiej drużynie B.

## Kariera trenerska
W 1973 roku rozpoczął pracę trenerską w SPAL jako asystent. Potem prowadził kluby Legnago, juniorów SPAL, Roma Primavera, Pescara, Pontedera, Forlì, Angizia Luco, Lodigiani i Celano.

## Sukcesy i odznaczenia

### Sukcesy klubowe
Fiorentina
- zdobywca Pucharu Włoch (1x): 1960/61
- zdobywca Pucharu Zdobywców Pucharów (1x): 1960/61
- zdobywca Coppa dell'Amicizia (1x): 1960
- zdobywca Coppa delle Alpi (1x): 1961

Inter
- mistrz Włoch (2x): 1964/65, 1965/66
- zdobywca Pucharu Interkontynentalnego (2x): 1964, 1965
- zdobywca Pucharu Mistrzów (1x): 1964/65

Milan
- mistrz Włoch (1x): 1967/68
- zdobywca Pucharu Interkontynentalnego (1x): 1969
- zdobywca Pucharu Mistrzów (1x): 1968/69
- zdobywca Pucharu Zdobywców Pucharów (1x): 1967/68